# 梅庫拉區
12°06′58″S 37°40′01″E / 12.116°S 37.667°E

梅庫拉區（葡萄牙語：Mecula），是莫桑比克的行政區，位於該國西北部，由尼亞薩省負責管轄，首府設於梅庫拉，面積18,153平方公里，2007年人口13,779，人口密度每平方公里0.8人。